# Амундсен, Руаль (футболист)
Руа́ль Аму́ндсен (норв. Roald Amundsen; 18 сентября 1913, Мьёндален — 29 марта 1985, Хокксунн) — норвежский футболист, играл на позиции защитника. Участник чемпионата мира 1938 года. Играл также в хоккей с мячом.
Всю свою футбольную карьеру играл за «Мьёндален».
Скончался 29 марта 1985 года в Хокксунне в возрасте 71 года.